# Михановичі (станція)
Ми́хановичі (біл. Мі́ханавічы) — проміжна залізнична станція Мінського відділення Білоруської залізниці Білоруської залізниці на електрифікованій магістральній лінії південно-східного напрямку Мінськ — Жлобин — Гомель між зупинними пунктами Асеєвка (3,6 км) та Седча (8,8 км). Розташована в однойменному агромістечку Михановичі Мінського району Мінської області, за 20,8 км від станції Мінськ-Пасажирський. Поруч зі станцією проходять автошляхи M01 та Н9034.

## Історія
Станція відкрита 16 вересня 1873 року, під час введення в експлуатацію дільниці Лібаво-Роменської залізниці Мінськ — Бобруйськ. Назву отримала від однойменного населенного пункту Михановичі.
1970 року електрифікована змінним струмом (~25 кВ) в складі дільниці Мінськ — Пуховичі.

## Пасажирське сполучення
На станції МИхановичі зупиняються електропоїзди другої лінії Мінської міської електрички Мінськ — Руденськ та електропоїзди регіональних ліній економкласу до станцій Мінськ-Пасажирський (Інститут культури), Пуховичі, Осиповичі I, Руденськ та Талька. 
Час у дорозі від станції Мінськ-Пасажирський з усіма зупинками поїздами міських ліній та регіональних ліній економкласу приблизно 30 хвилин.